# Erika Wackernagel
Erika Wackernagel (* 19. Juni 1925 in Ulm; † 30. Juni 1995 auf Mallorca) war eine deutsche Schauspielerin.

## Beruflicher Werdegang
Erika Wackernagel legte an der Oberschule für Mädchen in Stuttgart-Bad-Cannstatt 1943 ihr Abitur ab. Nach einer Schauspielausbildung war Erika Wackernagel zehn Jahre lang am Ulmer Theater engagiert, ehe sie sich hauptberuflich auf eine Tätigkeit als Journalistin konzentrierte. Erst ab Mitte der 1970er Jahre war sie wieder als Schauspielerin tätig. Bühnenengagements führten sie u. a. an das Württembergische Staatstheater in Stuttgart, nach Esslingen, an die Freie Volksbühne Berlin sowie ans Hamburger Thalia Theater. Sie verkörperte zahlreiche klassische Rollen, darunter auch in Dramen von Gerhart Hauptmann in Inszenierungen von Rudolf Noelte: „Frau Hassenreuther“ in Die Ratten 1976 an der Freien Volksbühne und „Frau Kramer“ in Michael Kramer 1983 am Thalia Theater.
Ab Ende der 1960er Jahre übernahm Wackernagel auch Filmrollen wie in Margarethe von Trottas Drama Das zweite Erwachen der Christa Klages, in Peter Fleischmanns Jagdszenen aus Niederbayern, in Andrzej Wajdas Eine Liebe in Deutschland, in Christian Wagners Wallers letzter Gang und in der Chevy-Chase-Komödie Hilfe, die Amis kommen. Darüber hinaus war sie mit Gastauftritten in Fernsehserien und -produktionen wie Tatort, Tegtmeier klärt auf, Neues aus Uhlenbusch, Lutz & Hardy, Die Wache, SOKO 5113, Die schnelle Gerdi sowie in der schottischen Krimiserie Taggart zu sehen. Außerdem spielte sie eine wiederkehrende Rolle in der Serie Die Hausmeisterin mit Veronika Fitz in der Titelrolle.

## Persönliches
Erika Wackernagel war in erster Ehe mit dem Regisseur und Theaterintendanten Peter Wackernagel verheiratet. Ihr Sohn Christof Wackernagel  war ein ehemaliger Terrorist der Rote Armee Fraktion (RAF) und wurde 1980 wegen Mordversuchs und Mitgliedschaft in einer terroristischen Vereinigung zu 15 Jahren Freiheitsstrafe verurteilt, von der er zwei Drittel verbüßte. 1983 distanzierte er sich von der RAF. Ihre Tochter Sabine Wackernagel sowie deren Tochter Katharina Wackernagel sind ebenfalls Schauspieler. 1961 heiratete sie den Architekten Heinrich Guter.
Ende Juni 1995 verstarb Erika Wackernagel im Alter von 70 Jahren auf Mallorca.

## Filmographie (Auswahl)
- 1968: Bis zum Happy-End
- 1969: Jagdszenen aus Niederbayern
- 1970: Deep End
- 1973: Tatort – Stuttgarter Blüten
- 1974: Gemeinderätin Schumann
- 1976: Notsignale
- 1977: Zeit der Empfindsamkeit
- 1977: Meine Mieter sind die besten
- 1977: Stunde Null
- 1977: Die Ratten
- 1978: Das zweite Erwachen der Christa Klages
- 1979: Tatort: Schlußverkauf
- 1979: Theodor Chindler (Miniserie)
- 1980: Tatort: Der Zeuge
- 1980: Achtung Zoll!
- 1981: Das Frettchen
- 1982: Besuch von drüben
- 1982: Kraftprobe
- 1982: Regentropfen
- 1982: Jägerschlacht
- 1982: Unheimliche Geschichten (Fernsehserie, Folge 5) – Nur ein Tropfen Blut
- 1983: Trauma
- 1983: Eine Liebe in Deutschland
- 1985: Hilfe, die Amis kommen (European Vacation)
- 1985: Paradigma
- 1987: Dies Bildnis ist zum Morden schön
- 1987: Leere Welt
- 1987: Wechselbalg
- 1987: Die Hausmeisterin
- 1988: Der Angriff
- 1988: Nordlichter
- 1989: Wallers letzter Gang
- 1991: Fremde, liebe Fremde
- 1991: Die lila Weihnachtsgeschichte
- 1992: Der König von Bärenbach
- 1994: Tatort – Bienzle und das Narrenspiel

## Hörspiele
- 1959: Der Fried’ sei mit euch allezeit – Regie: Wilhelm Kutter
- 1973: Die Wiskottens (VIII) (Aus der Reihe Bestseller von Vorvorgestern) – Autor und Regie: Hartmann Goertz
- 1974: Wer hilft Frau Schräubele? – Regie: Hans Breinlinger
- 1977: ’s Konfirmandefescht – Regie: Alfred Kirchner
- 1983: Ällamol’s Gleiche – Regie: Helga Siegle
- 1984: Pfarrhausgeschichten – Regie: Heinz von Cramer
- 1984: Von der Ahnfrau und allerlei Stadt- und Landvolk Schwäbischer Bilderbogen 1850 aus Texten von Ottilie Wildermuth von Heinz von Cramer – Regie Heinz von Cramer
- 1985: Das Hörgerät – Regie: Horst Loebe
- 1986: Der Aufstieg auf den Fudschijama – Regie: Otto Draeger
- 1986: Das Geheimnis der großen Mutter – Regie: Norbert Schaeffer
- 1986: Kalbfleisch schwäbisch – Regie: Helga Siegle
- 1986: Ich, Feuerbach – Regie: Hans Gerd Krogmann
- 1986: Der verwaltete Engel. Eine Familiengeschichte in 11 Teilen – Regie: Norbert Schaeffer
- 1990: Das alte Kind – Besuch bei der Uroma – Regie: Eberhard Klasse
- 1990: Wer hat Angst vorm Tunnel? – Regie: Eberhard Klasse
- 1990: Und dann war der Gipsy weg – Regie: Eberhard Klasse
- 1991: Lacenaire oder Die Schurkenehre – Autor und Regie: Heinz von Cramer
- 1991: Ich, Dynamo. – Autor und Regie: Nikolai von Koslowski
- 1992: Madita (Mehrteiler) – Autor: Astrid Lindgren; Regie: Christian Gebert
- 1994: Wenn das Theater der Liebe Nahrung ist ... Eine Geschichte aus der Szene – Regie: Patrick Blank